# Julius Schaper
Julius Ludwig Johannes Schaper (* 2. Juli 1829 in Elbing; † 14. Mai 1893) war ein deutscher Reichsgerichtsrat.

## Leben
Der Preuße wurde Heilig Abend 1850 vereidigt. 1858 wurde er Staatsanwaltschaftsgehilfe (unter anderem in Tilsit) und 1861 Staatsanwalt. 1863/64 war er das in Lyck und 1866 in Insterburg. 1866 wurde er Kreisgerichtsdirektor. Januar 1869 wechselte vom Kreisgericht in Heidekrug an das Kammergericht. 1879 ernannte man ihn zum Landgerichtspräsidenten in Liegnitz. Im Mai 1882 trat er in das Reichsgericht ein. Er war im II. Strafsenat tätig. 1893 verstarb er im Amt.

## Schriften
1. "Beweis und freie Überzeugung", Archiv für preußisches Strafrecht, Band VIII (1860), S. 173ff.
2. "Die Gesetzesauslegung durch Geschworne", Archiv für preußisches Strafrecht, Band X (1862), S. 73ff.
3. "Zur Psychologie des Verdachts und der Überzeugung", Archiv für preußisches Strafrecht, Band XII (1864), S. 441ff.
4. "Grundzüge der gegenwärtig herrschenden Beweistheorie im Strafsachen", Archiv für preußisches Strafrecht, Band XIV (1866), S. 180ff, 245ff.
5. Julius Schaper: Handbuch des deutschen Strafrechts, Zweiter Band. Hrsg.: Franz von Holtzendorff. 1871, VII. Zurechnungsfähigkeit und der verbrecherische Wille, S. 151–220 (mdz-nbn-resolving.de).
6. "Einfluß der Reichs-Münz-Gesetzgebung auf die Einlösung österreichischer Coupons an deutschen Zahlstellen", Beiträge zur Erläuterung des deutschen Rechts, Jahrgang 22 = 3. Folge Jahrgang 2 (1878), S. 317.
7. "Die Maklerbanken und ihre Agenten", Beiträge zur Erläuterung des deutschen Rechts, Jahrgang 22 = 3. Folge Jahrgang 2 (1878), S. 669.
8. "Ueber die Ausbildung der Referendare bei den preußischen Gerichtsbehörden", Beiträge zur Erläuterung des deutschen Rechts, Jahrgang 24 = 3. Folge Jahrgang 4 (1878), S. 629.
9. "Ueber die Anleitung der Referendare Preußens in den einzelnen gerichtlichen Geschäftszweigen", Beiträge zur Erläuterung des deutschen Rechts, Jahrgang 25 = 3. Folge Jahrgang 5 (1878), S. 222.
10. „Versuch zu einem nationalen Epos“, Die Grenzboten, Jahrgang 50 (1891), Viertes Vierteljahr, S. 131.